# Église Saint-Martin d'Ainay-le-Vieil
L'église Saint-Martin est une église catholique située sur la commune d'Ainay-le-Vieil, dans le département du Cher, en France.

## Historique
Cette église date du XIIIe siècle. Sa chapelle seigneuriale (famille Bigny, toujours propriétaire du château) remonte au XVIe siècle et abrite un remarquable retable en bois doré du XVIIIe siècle.
L'édifice est classé au titre des monuments historiques par arrêté du 17 janvier 1912.

## Description
L'église se caractérise par un imposant clocher voûté d'ogives abritant le portail principal.